# Orthometopon pusillum
Orthometopon pusillum is een pissebed uit de familie Trachelipodidae. De wetenschappelijke naam van de soort is voor het eerst geldig gepubliceerd in 1979 door Helmut Schmalfuss.